# Punta del Bouchet
La punta del Bouchet è una vetta situata in Francia, nel dipartimento della Savoia nella regione Auvergne-Rhône-Alpes. Fa parte del massiccio della Vanoise, sul versante della Moriana, e appartiene al comune di Orelle.
La vetta è il punto più alto del comprensorio sciistico de Les Trois Vallées dal 1996, anno in cui vi si è unita la stazione sciistica di Orelle.

## Toponomastica
Il toponimo "Bouchet" fa riferimento anche all'omonimo torrente e al ghiacciaio Bouchet.

## Geografia

### Descrizione

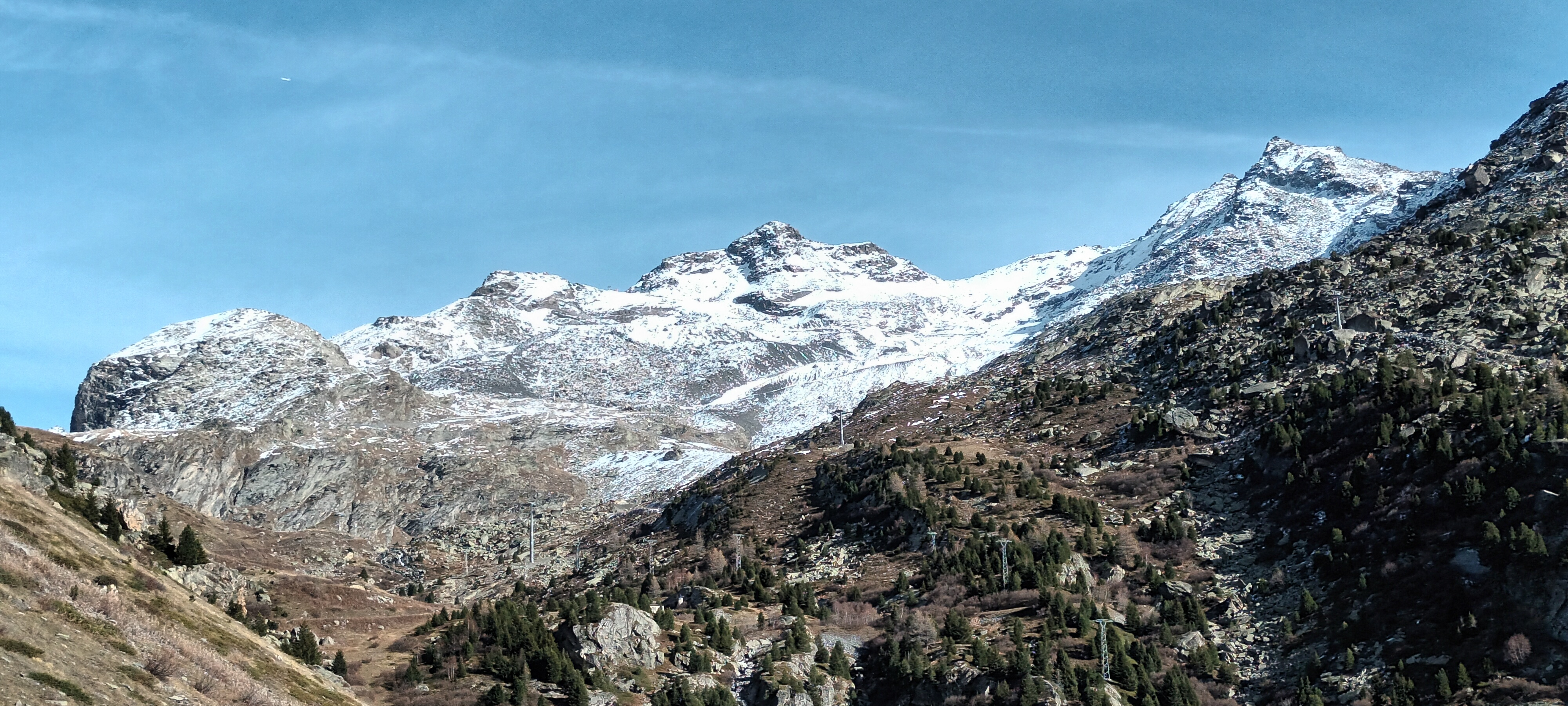
Lato sud della vetta, al centro.

La punta del Bouchet è una vetta alta 3416 m situata tra i comuni di Orelle e di Saint-André. Parte del comprensorio sciistico di Orelle, serve direttamente due piste rosse (“Bouchet" e "Coraia”) e la teleferica di Orelle.

### Geologia
La punta è costituita principalmente da conglomerati di arenarie, micacee, arcose, lutiti siltiti e carbone (in particolare antracite), databili tra l'età vestfaliana e il Basso Stefaniano.

## Accesso

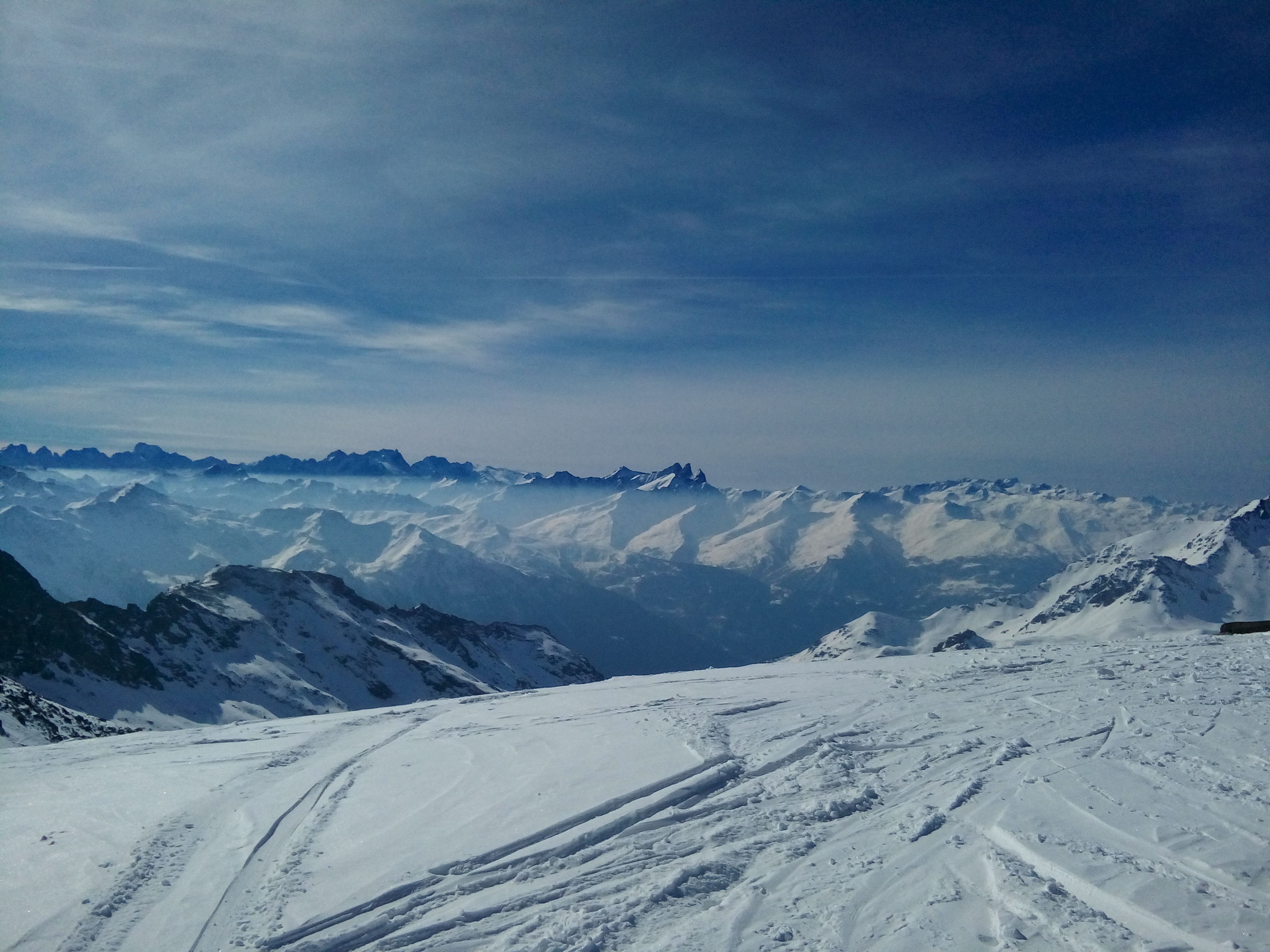
Vista sui massicci di Orelle dal sentiero Coraïa sotto la punta del Bouchet.

La punta del Bouchet è accessibile dalla valle della Moriana: una cabinovia serve il centro del comprensorio sciistico di Orelle noto come "Plan Bouchet". Da qui è possibile prendere la seggiovia Peyron, poi la seggiovia Bouchet. Quest'ultima permette agli sciatori di raggiungere il Colle del Bouchet, situato appena sotto la punta.
La punta del Bouchet non è accessibile con gli sci direttamente da Val Thorens, tuttavia in estate è raggiungibile a piedi. In inverno le frequenti valanghe di neve rendono i sentieri impercorribili e poco sicuri.
Dal Colle del Bouchet si può prendere la teleferica più alta del mondo e raggiungere il Colle di Thorens tra Orelle e Val Thorens, che permette di raggiungere la stazione sciistica situata a Les Belleville.